# Кристијан Лоус Ланге
Кристијан Лоус Ланге (Ставангер, 17. септембар 1869 — Осло, 11. децембар 1938) био је норвешки историчар, учитељ и политиколог. Био је један од најистакнутијих светских експонента теорије и праксе интернационализма. Додељена му је Нобелова награда за мир.

## Рани живот и образовање
Отац му је био војни инжењер и унук историчара Кристијана Ц. А. Лангеа. Завршио је средњу школу 1887. године и наставио да путује и студира историју, енглески и француски језик на Универзитету у Ослу, где је и дипломирао 1893. Предавао је у средњим школама дуги низ година и на крају се вратио на Универзитет у Ослу да би докторирао.

## Каријера
Године 1899. имао је своју прву званичну улогу у интернационалистичком покрету када је именован за секретара одбора за организацију конференције Интерпарламентарне уније у Ослу, организације посвећене подстицању дискусије између парламентараца различитих земаља. Следеће године је постављен за секретара Нобеловог комитета норвешког парламента и, иако је одустао од те функције 1909, играће кључну улогу у раним данима Норвешког Нобеловог института. Био је норвешки технички делегат на Другој хашкој мировној конференцији.
Ланге се поново придружио Интерпарламентарној унији 1909. године када је именован за генералног секретара организације, на којој ће позицији остати до 1933. године. Као генерални секретар надгледао је пресељење Уније у Брисел. Одржавао је организацију у Ослу кроз изазовна времена Првог светског рата, а затим је поново сели у Женеву након рата. Остао је активан и у бројним другим организацијама, делујући као норвешки делегат или заменик делегата у Лиги народа од њеног оснивања до 1938, писао извештаје и био је дописник Карнегијеве задужбине за међународни мир, и учествовао је у Централној организацији под покровитељством Холандије. Организација за трајни мир, између осталих активности. Често су га позивали због стручности у арбитражи и контроли наоружања.
Његову интелектуалну подршку интернационализму показао је први од три тома историјског трактата (Histoire de l'internationalisme).
Речено је да дело, објављено 1919, доприноси идеолошкој припреми за Лигу народа. За ову и све друге своје активности, Ланге је 1921. поделио Нобелову награду за мир са Јалмаром Брантингом.

## Лични живот и смрт
Ланге је умро у 69. години, дан након 17. годишњице од пријема Нобелове награде.
Био је отац Карла Вига Мантеја Лангеа, Халварда Ленга и Кристијана Огуста Мантија Лангеа.
Његова ћерка Тора је била наставница историје и језика од 1938. у Ослу. Током окупације Норвешке од стране нацистичке Немачке придружила се покрету отпора док је њен муж отишао у изгнанство. Била је затворена у концентрационом логору Грини у септембру 1943, али се разболела и умрла у болници Улевол у децембру. Ланге је била чланица Норвешког удружења за женска права.